# Splendeuptychia telesphora
Splendeuptychia telesphora är en fjärilsart som beskrevs av Butler 1877. Splendeuptychia telesphora ingår i släktet Splendeuptychia och familjen praktfjärilar. Inga underarter finns listade i Catalogue of Life.